# Joachim Hruschka
Joachim Hruschka (10 de Dezembro de 1935, Breslau, hoje Polônia - 10 de Dezembro de 2017, Erlangen) foi um jurista Alemão.
Joachim Hruschka obteve seu doutorado na Universidade Ludwig-Maximilians de Munique, e posteriormente recebeu sua habilitação de professor na mesma universidade. A partir de 1971, foi professor de direito penal, direito processual penal, e filosofia do direito na Universidade de Hamburgo e, em 1972, foi nomeado professor catedrático. De 1982 a 2004 Hruschka foi titular da cadeira de direito penal, direito processual penal e filosofia do direito na Universidade Friedrich-Alexander de Erlangen-Nuremberg. Ele ficou conhecido particularmente por seus tratados sobre a filosofia do direito, a ética e a filosofia moral. Hruschka também foi um dos representantes mais célebres da chamada doutrina dos 'elementos constituintes negativos', do direito penal.

## Obras Selecionadas
- Die Person als ein Zweck an sich selbst — Zur Grundlegung von Recht und Ethik bei August Friedrich Müller (1733) und Immanuel Kant (1785). In: JuristenZeitung, 45. Jahrg., Nr. 1 (12. Januar 1990), S. 1–15.
- Strafrecht nach logisch-analytischer Methode (Direito penal de acordo com a lógica do método analítico)
- Das deontologische Sechseck bei Gottfried Achenwall im Jahre 1767
- Kant und der Rechtsstaat - und andere Essays zu Kants Rechtslehre und Ethik, 2015, Verlag Karl Alber, ISBN 978-3495487235.
- Jahrbuch für Recht und Ethik / Annual Review of Law and Ethics (Mitherausgeber)

## Ligações Externas
- Literatura de e sobre Joachim Hruschka (em alemão) no catálogo da Biblioteca Nacional da Alemanha